# Osthofentor
L'Osthofentor (littéralement: « tour de la cour de l'Est ») est une porte de ville de la ville hanséatique de Soest en Westphalie, reconstruite de 1594 à 1603. L'édifice de grès est la dernière tour restante de l'enceinte qui comprenait autrefois huit portes principales et deux portes de côté.
Dix anabaptistes y sont emprisonnés en 1534. Il s'agissait vraisemblablement de missionnaires anabaptistes venus prêcher la révolte de Münster.
La poste de la république fédérale allemande édite en 1965 une série de timbres postaux représentant des édifices allemands des douze derniers siècles, dont l'Ostenhoftor.
L'Osthofentor abrite de 1978 à 1982 le Museum zur Stadtgeschichte (musée d'histoire de la ville). Il comprend une collection de 25 000 arbalètes médiévales. C'est la collection d'armes la plus ancienne de la ville de Soest. Elle se trouvait depuis le début du XIXe siècle à l'armurerie de la tour-clocher de la collégiale Saint-Patrocle, qui n'appartenait plus à l'église, mais à la ville.
L'Osthofentor est représentée sous forme miniature au parc Mini-Europe de Bruxelles.

## Illustrations

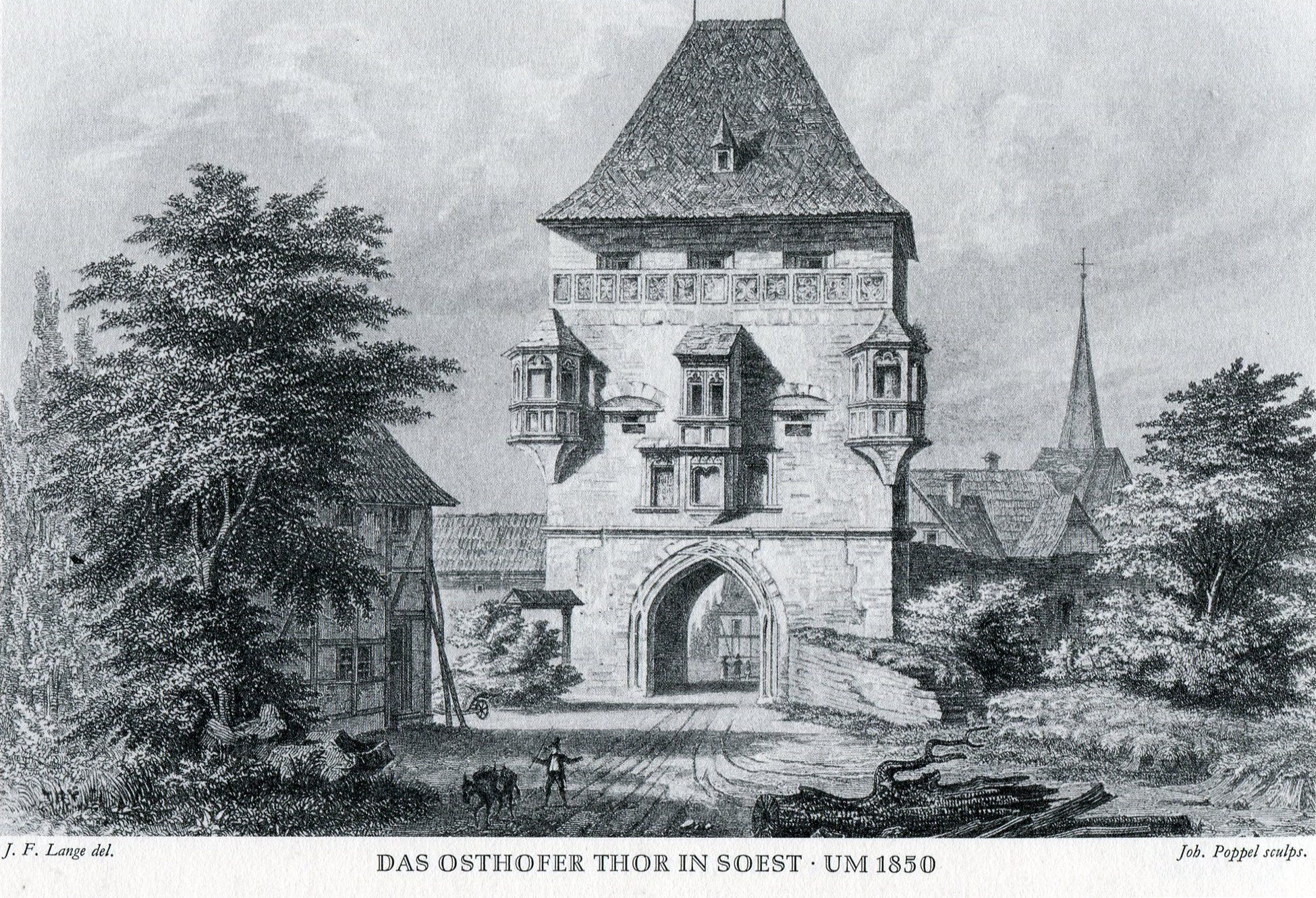
Gravure de 1850
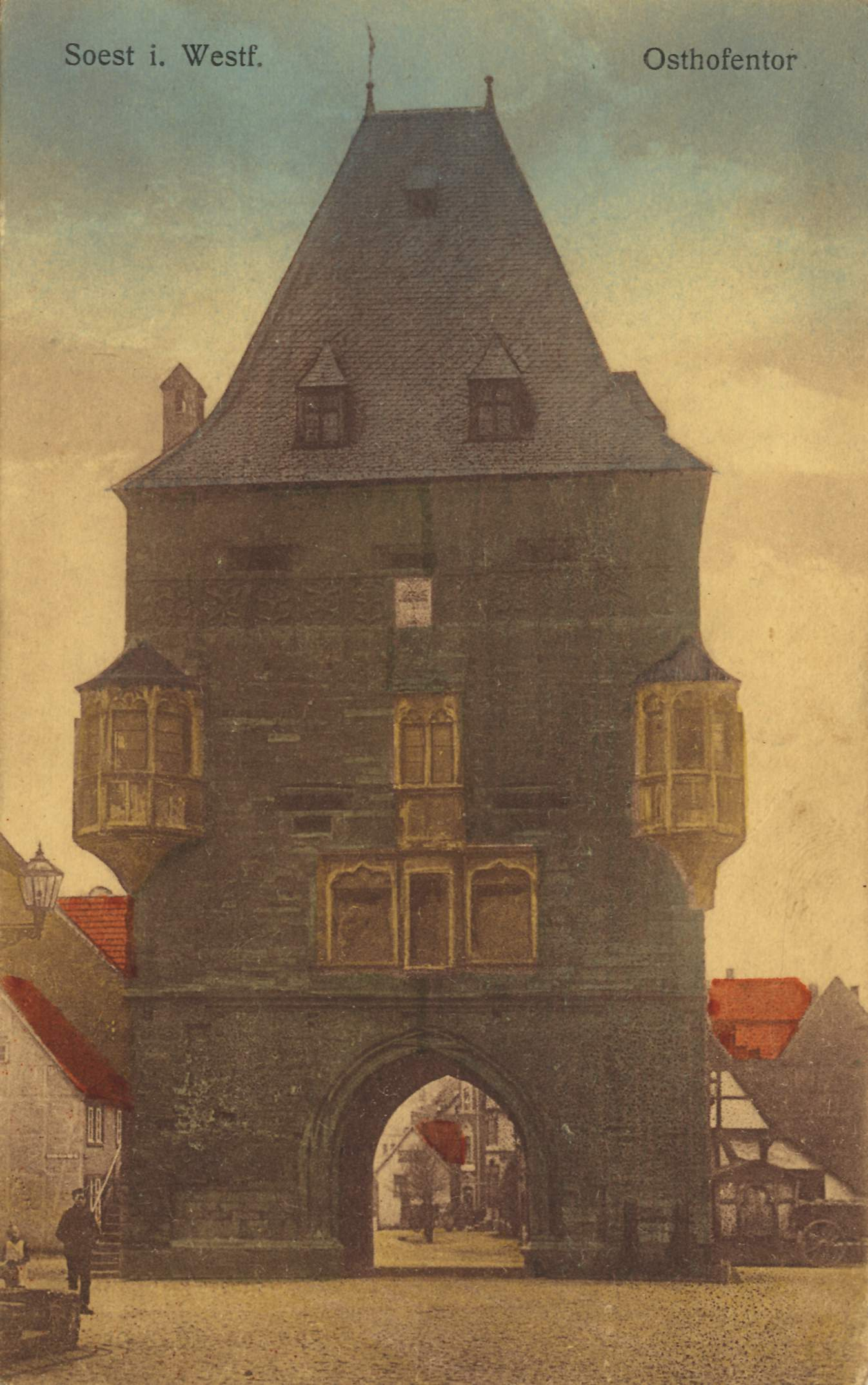
L'Osthofentor: vue d'une carte postale ancienne
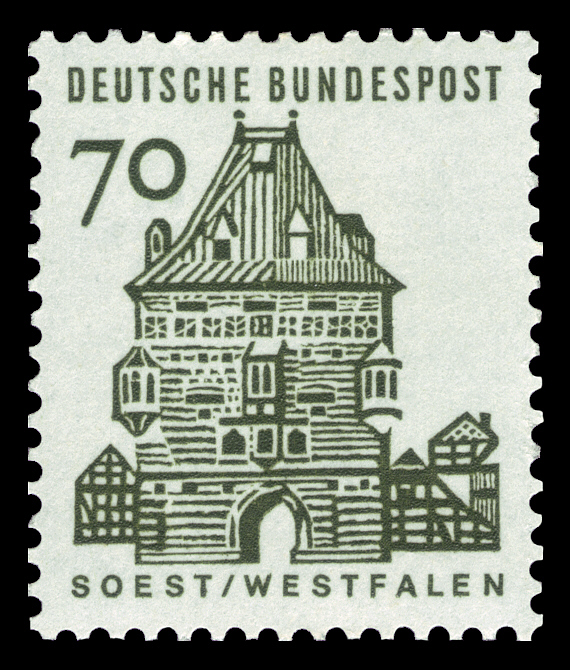
Timbre de 1965 de la série Deutsche Bauwerke aus zwölf Jahrhunderten
Timbre de 1966 de la série Deutsche Bauwerke aus zwölf Jahrhunderten